# Frankrikes Grand Prix 1991
Frankrikes Grand Prix 1991 var det sjunde av 16 lopp ingående i formel 1-VM 1991.

## Resultat
1. Nigel Mansell, Williams-Renault, 10 poäng
2. Alain Prost, Ferrari, 6
3. Ayrton Senna, McLaren-Honda, 4
4. Jean Alesi, Ferrari, 3
5. Riccardo Patrese, Williams-Renault, 2
6. Andrea de Cesaris, Jordan-Ford, 1
7. Mauricio Gugelmin, Leyton House-Ilmor
8. Nelson Piquet, Benetton-Ford
9. Pierluigi Martini, Minardi-Ferrari
10. Johnny Herbert, Lotus-Judd
11. Érik Comas, Ligier-Lamborghini
12. Thierry Boutsen, Ligier-Lamborghini

### Förare som bröt loppet
- Roberto Moreno, Benetton-Ford (varv 63, kroppsligt)
- Stefano Modena, Tyrrell-Honda (57, växellåda)
- Olivier Grouillard, Fondmetal-Ford (47, oljeläcka)
- Eric Bernard, Larrousse (Lola-Ford) (43, transmission)
- JJ Lehto, BMS Scuderia Italia (Dallara-Judd) (39, däck)
- Mark Blundell, Brabham-Yamaha (36, snurrade av)
- Aguri Suzuki, Larrousse (Lola-Ford) (32, transmission)
- Michele Alboreto, Footwork-Ford (31, växellåda)
- Martin Brundle, Brabham-Yamaha (21, växellåda)
- Satoru Nakajima, Tyrrell-Honda (12, snurrade av)
- Gianni Morbidelli, Minardi-Ferrari (8, kollision)
- Ivan Capelli, Leyton House-Ilmor (7, snurrade av)
- Gerhard Berger, McLaren-Honda (6, motor)
- Bertrand Gachot, Jordan-Ford (0, snurrade av)

### Förare som ej kvalificerade sig
- Mika Häkkinen, Lotus-Judd
- Fabrizio Barbazza, AGS-Ford
- Gabriele Tarquini, AGS-Ford
- Stefan "Lill-Lövis" Johansson, Footwork-Ford

### Förare som ej förkvalificerade sig
- Emanuele Pirro, BMS Scuderia Italia (Dallara-Judd)
- Nicola Larini, Lambo-Lamborghini
- Eric van de Poele, Lambo-Lamborghini
- Pedro Matos Chaves, Coloni-Ford

## VM-ställning
| Förarmästerskapet 1. Ayrton Senna, McLaren-Honda, 48 2. Nigel Mansell, Williams-Renault, 23 3. Riccardo Patrese, Williams-Renault, 22 | Konstruktörsmästerskapet 1. McLaren-Honda, 58 2. Williams-Renault, 45 3. Ferrari, 25 |